# Mar de Cobo
Mar de  Cobo es una localidad del partido de Mar Chiquita, al sudeste de la provincia de Buenos Aires, Argentina.
Se encuentra a tan solo 6 km al sur de Mar Chiquita, ingresando por la ruta provincial N°11 km 487. Su superficie es de 158 Hectáreas.
Su principal atractivo es una imponente arboleda (álamos, pinos, olmos, cipreses y lambercianas), que alberga numerosas especies de aves.
Las playas son extensas y la pesca es una actividad muy extendida en la zona.
También puede disfrutar de caminatas, paseos en bicicleta, avistaje de aves, entre otros atractivos de vida silvestre.
Las calles tienen un particular trazado ya que forman semicírculos que comienzan y terminan en la avenida de acceso "Manuel Cobo", que conduce al mar.
Gracias a su poca contaminación lumínica se puede apreciar de noche un cielo visualizando todas las estrellas y constelaciones.
Contiene gran diversidad de pájaros.
Durante noviembre se desarrolla la Fiesta Nacional del Cordero Costero, que convoca gran cantidad de gente de zonas aledañas y cuenta con la presencia de importantes grupos musicales. Recientemente, esta celebración ha sido registrada y declarada Patrimonio Inmaterial por el Ministerio de Gestión Cultural de la provincia de Buenos Aires.

## Educación
Dentro de Mar de Cobo, en tanto a las instituciones educativas podemos encontrar la escuela secundaria N.º 5; que cuenta con aproximadamente 200 alumnos (en 2023). Se puede ver la escuela primaria N.º 21, localizada junto a la escuela N.º 5 y en la calle principal Manuel Cobo esta el jardín de infantes.

## Población
El aglomerado Mar de Cobo incluye las localidades de La Baliza, Parque Lago y La Caleta, siendo la población de 760 habitantes (Indec, 2010) y representando un incremento del 87,5% frente a los 406 habitantes (Indec, 2001) del censo anterior.
| Gráfica de evolución demográfica de Mar de Cobo entre 1991 y 2010 |
|                                                                   |
| Fuente: Censos nacionales del INDEC                               |